# Francisco Lobo
Francisco Lobo (Barreiro, 17 de novembro de 1931 - Barreiro, 27 de novembro de 2021) foi um político português, que foi presidente da Câmara Municipal de Setúbal entre 1980 e 1986.

## Biografia
Membro do Partido Comunista Português, Francisco Lobo nasceu no Barreiro, a 17 de novembro de 1931, tendo vindo para Setúbal em 1965, após dois anos nas prisões da oposição antisalazarista, iniciando atividade profissional na IMA, empresa do setor automóvel. No entanto, manteve a luta contra a ditadura e pela melhoria das condições de vida dos trabalhadores.
Após a Revolução dos Cravos, filiou-se no Partido Comunista Português e na União de Resistentes Antifascistas Portugueses (URAP), tendo vindo a ser membro do primeira Comissão Administrativa da Câmara Municipal de Setúbal. A nível partidário, foi membro do Comité Central do Partido Comunista Português, da Direção de Organização Regional de Setúbal e da Comissão Concelhia de Setúbal do PCP.
Em 1976, liderou a candidatura da Frente Eleitoral Povo Unido para a presidência da Câmara Municipal de Setúbal, tendo sido eleito vereador, mas viria a ganhar em 1979, tornado-se o primeiro comunista a presidir a Câmara Municipal de Setúbal. Viria a ser reeleito em 1982, mas perdeu para Manuel Mata Cáceres em 1985.
Em 2003, "pela acção desenvolvida em favor da democracia e dos direitos humanos", a Câmara Municipal do Barreiro atribuiu-lhe o galardão "Barreiro Reconhecido", na área da "Resistência Antifascista". Em 2004, foi agraciado com a Medalha de Honra do Município de Setúbal na classe "Paz e Liberdade".
Faleceu a 27 de novembro de 2021, tendo a Câmara Municipal de Setúbal decretado luto municipal.

## Obras
- Histórias de Setúbal - 1974 a 1986, em colaboração com Paulo Anjos (2008)[6]
- Exemplos de dois modelos de sociedade (2013)[7]